# La Vuelta Femenina 2025
La Vuelta Femenina 2025, undicesima edizione della corsa, quarta con questa denominazione, valevole come quindicesima prova dell'UCI Women's World Tour 2025 categoria 2.WWT, si svolse in 7 tappe dal 4 maggio al 10 maggio 2025, su un percorso totale di 750,8 km, con partenza da Barcellona ed arrivo ad Alto de Cotobello, in Spagna. La vittoria fu appannaggio dell'olandese Demi Vollering che completò il percorso in 19h41'32", alla media di 37,984 km/h precedendo la svizzera Marlen Reusser e l'altra olandese Anna van der Breggen.
Sul traguardo di Alto de Cotobello 112 cicliste su 146 partite da Barcellona, portarono a termine la competizione.

## Tappe
| Tappa  | Data      | Percorso                                  | km    | Vincitore di tappa   | Leader cl. generale |
| ------ | --------- | ----------------------------------------- | ----- | -------------------- | ------------------- |
| 1ª     | 4 maggio  | Barcellona > Barcellona (cron. a squadre) | 8,1   | Lidl-Trek            | Ellen van Dijk      |
| 2ª     | 5 maggio  | Molins de Rei > Sant Boi de Llobregat     | 99    | Marianne Vos         | Letizia Paternoster |
| 3ª     | 6 maggio  | Barbastro > Huesca                        | 132,4 | Femke Gerritse       | Femke Gerritse      |
| 4ª     | 7 maggio  | Pedrola > Borja                           | 111,6 | Anna van der Breggen | Femke Gerritse      |
| 5ª     | 8 maggio  | Golmayo > Lagunas de Neila                | 120,4 | Demi Vollering       | Demi Vollering      |
| 6ª     | 9 maggio  | Becerril de Campos > Baltanás             | 126,7 | Marianne Vos         | Demi Vollering      |
| 7ª     | 10 maggio | La Robla > Alto de Cotobello              | 152,6 | Demi Vollering       | Demi Vollering      |
| Totale | Totale    | Totale                                    | 750,8 |                      |                     |

## Squadre e cicliste partecipanti
| N.      | Cod. | Squadra                 |
| ------- | ---- | ----------------------- |
| 1-7     | TFS  | FDJ-Suez                |
| 11-17   | SDW  | Team SD Worx-Protime    |
| 21-27   | UAD  | UAE Team ADQ            |
| 31-37   | LTK  | Lidl-Trek               |
| 41-47   | EFO  | EF Education-Oatly      |
| 51-57   | CSZ  | Canyon-SRAM Zondacrypto |
| 61-67   | LIV  | Liv AlUla Jayco         |
| 71-77   | FDC  | Fenix-Deceuninck        |
| 81-87   | TVL  | Team Visma-Lease a Bike |
| 91-97   | UXM  | Uno-X Mobility          |
| 101-107 | MOV  | Movistar Team           |

| N.      | Cod. | Squadra                     |
| ------- | ---- | --------------------------- |
| 111-117 | AGS  | AG Insurance-Soudal Team    |
| 121-127 | HPH  | Human Powered Health        |
| 131-137 | TPP  | Team Picnic PostNL          |
| 141-147 | LKF  | Laboral Kutxa-Fund. Euskadi |
| 151-157 | ARK  | Arkéa-B&B Hotels Women      |
| 161-167 | CWT  | Cofidis Women Team          |
| 171-177 | REP  | Team Coop-Repsol            |
| 181-187 | BPK  | BePink-Imatra-Bongioanni    |
| 191-197 | EIC  | Eneicat-CMTeam              |
| 201-207 | LOL  | Lotto Ladies                |

## Dettagli delle tappe

### 1ª tappa
- 4 maggio: Barcellona > Barcellona – Cronometro a squadre - 8,1 km

Risultati
| Pos. | Squadra              | Tempo   |
| ---- | -------------------- | ------- |
| 1    | Lidl-Trek            | 9'30"25 |
| 2    | Team SD Worx-Protime | a 3"    |
| 3    | Liv AlUla Jayco      | s.t.    |

| Pos. | Ciclista           | Squadra   | Tempo |
| ---- | ------------------ | --------- | ----- |
| 1    | Ellen van Dijk     | Lidl-Trek | 9'30" |
| 2    | Riejanne Markus    | Lidl-Trek | s.t.  |
| 3    | Niamh Fisher-Black | Lidl-Trek | s.t.  |

### 2ª tappa
- 5 maggio: Molins de Rei > Sant Boi de Llobregat – 99 km

Risultati
| Pos. | Ciclista            | Squadra      | Tempo    |
| ---- | ------------------- | ------------ | -------- |
| 1    | Marianne Vos        | Visma        | 2h35'13" |
| 2    | Letizia Paternoster | Liv AlUla    | s.t.     |
| 3    | Letizia Borghesi    | EF Education | s.t.     |

| Pos. | Ciclista            | Squadra   | Tempo    |
| ---- | ------------------- | --------- | -------- |
| 1    | Letizia Paternoster | Liv AlUla | 2h44'40" |
| 2    | Femke Gerritse      | SD Worx   | a 2"     |
| 3    | Anna Henderson      | Lidl-Trek | a 3"     |

### 3ª tappa
- 6 maggio: Barbastro > Huesca – 132,4 km

Risultati
| Pos. | Ciclista       | Squadra | Tempo    |
| ---- | -------------- | ------- | -------- |
| 1    | Femke Gerritse | SD Worx | 3h23'24" |
| 2    | Marianne Vos   | Visma   | s.t.     |
| 3    | Linda Zanetti  | Uno-X   | s.t.     |

| Pos. | Ciclista            | Squadra   | Tempo    |
| ---- | ------------------- | --------- | -------- |
| 1    | Femke Gerritse      | SD Worx   | 6h07'50" |
| 2    | Marianne Vos        | Visma     | a 12"    |
| 3    | Letizia Paternoster | Liv AlUla | s.t.     |

### 4ª tappa
- 7 maggio: Pedrola > Borja – 111,6 km

Risultati
| Pos. | Ciclista             | Squadra  | Tempo    |
| ---- | -------------------- | -------- | -------- |
| 1    | Anna van der Breggen | SD Worx  | 2h49'55" |
| 2    | Marianne Vos         | Visma    | a 12"    |
| 3    | Demi Vollering       | FDJ-Suez | s.t.     |

| Pos. | Ciclista             | Squadra | Tempo    |
| ---- | -------------------- | ------- | -------- |
| 1    | Femke Gerritse       | SD Worx | 8h57'51" |
| 2    | Anna van der Breggen | SD Worx | a 4"     |
| 3    | Marianne Vos         | Visma   | a 10"    |

### 5ª tappa
- 8 maggio: Golmayo > Lagunas de Neila – 120,4 km

Risultati
| Pos. | Ciclista             | Squadra  | Tempo    |
| ---- | -------------------- | -------- | -------- |
| 1    | Demi Vollering       | FDJ-Suez | 3h19'57" |
| 2    | Marlen Reusser       | Movistar | a 24"    |
| 3    | Anna van der Breggen | SD Worx  | a 56"    |

| Pos. | Ciclista             | Squadra  | Tempo     |
| ---- | -------------------- | -------- | --------- |
| 1    | Demi Vollering       | FDJ-Suez | 12h17'59" |
| 2    | Anna van der Breggen | SD Worx  | a 45"     |
| 3    | Marlen Reusser       | Movistar | a 46"     |

### 6ª tappa
- 9 maggio: Becerril de Campos > Baltanás – 126,7 km

Risultati
| Pos. | Ciclista         | Squadra  | Tempo    |
| ---- | ---------------- | -------- | -------- |
| 1    | Marianne Vos     | Visma    | 3h00'09" |
| 2    | Mischa Bredewold | SD Worx  | s.t.     |
| 3    | Ally Wollaston   | FDJ-Suez | s.t.     |

| Pos. | Ciclista             | Squadra  | Tempo     |
| ---- | -------------------- | -------- | --------- |
| 1    | Demi Vollering       | FDJ-Suez | 15h18'08" |
| 2    | Anna van der Breggen | SD Worx  | a 45"     |
| 3    | Marlen Reusser       | Movistar | a 46"     |

### 7ª tappa
- 10 maggio: La Robla > Alto de Cotobello – 152,6 km

Risultati
| Pos. | Ciclista             | Squadra  | Tempo    |
| ---- | -------------------- | -------- | -------- |
| 1    | Demi Vollering       | FDJ-Suez | 4h23'34" |
| 2    | Marlen Reusser       | Movistar | a 11"    |
| 3    | Anna van der Breggen | SD Worx  | a 25"    |

| Pos. | Ciclista             | Squadra  | Tempo     |
| ---- | -------------------- | -------- | --------- |
| 1    | Demi Vollering       | FDJ-Suez | 19h41'32" |
| 2    | Marlen Reusser       | Movistar | a 1'01"   |
| 3    | Anna van der Breggen | SD Worx  | a 1'16"   |

## Classifiche finali

### Classifica generale - Maglia rossa
| Pos. | Corridore             | Squadra      | Tempo     |
| ---- | --------------------- | ------------ | --------- |
| 1    | Demi Vollering        | FDJ-Suez     | 19h41'32" |
| 2    | Marlen Reusser        | Movistar     | a 1'01"   |
| 3    | Anna van der Breggen  | SD Worx      | a 1'16"   |
| 4    | Cédrine Kerbaol       | EF Education | a 2'34"   |
| 5    | Juliette Labous       | FDJ-Suez     | a 3'24"   |
| 6    | Niamh Fisher-Black    | Lidl-Trek    | a 3'25"   |
| 7    | Monica Trinca Colonel | Liv AlUla    | a 4'07"   |
| 8    | Yara Kastelijn        | Fenix        | a 5'20"   |
| 9    | Nienke Vinke          | Picnic       | a 5'40"   |
| 10   | Évita Muzic           | FDJ-Suez     | a 5'41"   |

### Classifica a punti - Maglia verde
| Pos. | Corridore            | Squadra  | Punti |
| ---- | -------------------- | -------- | ----- |
| 1    | Marianne Vos         | Visma    | 245   |
| 2    | Demi Vollering       | FDJ-Suez | 149   |
| 3    | Femke Gerritse       | SD Worx  | 132   |
| 4    | Marlen Reusser       | Movistar | 96    |
| 5    | Anna van der Breggen | SD Worx  | 91    |

### Classifica scalatrici
| Pos. | Corridore            | Squadra  | Punti |
| ---- | -------------------- | -------- | ----- |
| 1    | Demi Vollering       | FDJ-Suez | 48    |
| 2    | Marlen Reusser       | Movistar | 37    |
| 3    | Évita Muzic          | FDJ-Suez | 36    |
| 4    | Femke de Vries       | Visma    | 22    |
| 5    | Anna van der Breggen | SD Worx  | 20    |

### Classifica a squadre
| Pos. | Squadra              | Tempo     |
| ---- | -------------------- | --------- |
| 1    | FDJ-Suez             | 58h54'57" |
| 2    | Lidl-Trek            | a 9'09"   |
| 3    | Team Picnic PostNL   | a 17'39"  |
| 4    | Visma-Lease a Bike   | a 23'01"  |
| 5    | Human Powered Health | a 23'34"  |